# Andy Polo
Andy Jorman Polo Andrade (Lima, 29 de setembro de 1994) é um futebolista peruano que atua como ponta-esquerda. Atualmente joga no Universitario de Deportes.

## Clubes

### San Martín
No dia 27 de março, a Universidade de San Martín o inscreveu em sua lista preliminar para disputar o campeonato peruano, mas primeiro teve que acertar sua situação com o Universitario para ser contratado. Em 30 de abril, ele foi autorizado a jogar pelo seu novo clube. No dia 14 de julho, ele marcou seu primeiro gol, foi contra o Alianza Lima. Em janeiro de 2014, ele foi transferido para a Inter de Milão.

### Inter de Milão
Depois de sua contratação surpresa para a Inter de Milão, ele rapidamente se juntou à equipe juvenil do clube italiano. Ele fez sua estreia na equipe em 8 de março de 2014 contra o Calcio Padova e marcou seu primeiro gol na rodada seguinte contra o Cagliari Calcio.Foi convocado para partidas da Série A e da Copa da Itália, embora não tenha jogado minutos, sendo sua primeira convocação na partida disputada pela equipe principal contra o ChievoVerona. Por fim, no final da temporada a equipe começou a buscar uma possível transferência ou venda.

### Millonarios FC
Em julho de 2014, o clube Millonarios anunciou Andy como seu novo jogador.